# Карло Гонзага
Вижте пояснителната страница за други личности с името Карло Гонзага.
Карло Гондзага (на италиански: Carlo Gonzaga, * ок. 1415 в Мантуа, † 21 декември 1456 във Ферара) от рода Гонзага е италиански благородник, господар на Лудзара, Сабионета, Боцоло, Сан Мартино дел'Арджине, Гацуоло, Виадана, Судзара, Гондзага, Реджоло, Изола Доварезе и Ривароло.

## Произход
Той е второроден син на Джанфранческо I Гонзага († 1444), първи маркграф на Мантуа, и на съпругата му Паола Малатеста († 1449). Има четири братя и четири сестри: 
- Лудовико или Луиджи, нар. Турчина (* 1412, † 1478), маркиз на Мантуа от 1444 г. като Лудовико III
- Алесандро (* 1415, † 1466), господар на Кастел Гофредо, Медоле, Кастильоне деле Стивиере, Солферино, Остиано, Кането, Редондеско, Гуидицоло, Волонго, Казалромано, Рока ди Марияна, съпруг на Аниезе да Монтефелтро;
- Маргерита (* 1418, † 1439), маркграфиня на Ферара като съпруга на Леонело д'Есте
- Джанлучидо (* 1421, † 1448), студент по право в Павия и апостолически протонотариус. След смъртта на баща си става господар на Волта, Кавриана, Черезара, Сан Мартино Гузнаго (подселище на Черезара), Пиубега, Родиго и Кастеларо
- Чечилия (* 1425–1451), монахиня в манастира „Санта Киара“ в Мантуа
- Гулиелмо († 1446)
- Лучия
- Леонела.

## Биография
След смъртта на баща си Джанфранческо по-големият му брат Лудовико III става втори маркиз на Мантуа, а на Карло се падат земите на Лудзара, Сабионета, Боцоло, Сан Мартино дал'Ардине, Гацуоло, Виадана, Судзара, Гондзага, Реджоло, Изола Доварезе и Ривароло. 
Карло е образован в известната школа Ка Дзойоза на Виторино да Фелтре и е посветен в рицарско звание от император Сигизмунд Люксембургски.
В Дом Гонзага вътрешните борби между роднини не са рядкост и Карло и Лудовико не са изключение. През 1436 г. Джанфранческо номинира Карло за свой наследник, а не Лудовико, но през 1444 г. променя решението си, след като сключва мир с най-големият си син. Двамата братя обаче се оказват отново в конфликт през 1444 г. и Карло е лишен от господарства и привилегии. Той все още успява да се издържа, като служи като кондотиер и затова участва в многобройни битки.
По силата на услугите, оказани на Сфорца, той е назначен за подест на Азола през 1448 г. Карло обаче копнее да отнеме Сеньория Милано от самите Сфорца. Затова той се опитва да предизвика борба между гвелфите и миланските гибелини, за да свали правителството. С предателството си обаче той само предизвиква недоверието на Амвросианската република и планът му се проваля.
През 1453 г. се опитва да си върне с оръжие имотите, откраднати от него от брат му, но е победен във Вилабона. С Мира от Лоди от 1454 г. той успява да си ги върне.
Карло се жени два пъти. Първият брак установява съюза на Гонзага с Николо III д'Есте, господар на Ферара, Модена и Реджо, за чиято дъщеря Лучия д'Есте се жени той. Младата жена е една от двете дъщери, които Никола III има от втората си съпруга Паризина Малатеста, която е обезглавена като любовница на нейния доведен син Уго д'Есте, който също е осъден на смърт. Сватбата се състои през 1437 г., но няколко месеца по-късно, на 28 юни, булката умира. Вторият брак е сключен през 1445 г. с Рингарда Манфреди, дъщеря на Гуидантонио Манфреди, владетел на Фаенца.
Карло Гондзага умира във Ферара през 1456 г. и по негово желание е погребан в Светилището „Деле Грацие“ в Мантуа.

## Брак и потомство
Жени се два пъти:
∞ 1. 1437 за Лучия д'Есте (* 24 март 1419, † 28 юни 1437), дъщеря на маркграф Николо III д’Есте († 1441) от Дом Есте, от която няма деца.
∞ 2. 1445 за Рингарда Манфреди, дъщеря на Гуидантонио Манфреди, господар на Фаенца, от която един син и една или три дъщери:
- Чечилия Гонзага († 30 юли 1479), ∞ 8 август 1475 за граф Одоардо д'Арко († 13 декември 1528). Според други източници е негова извънбрачна дъщеря от неизвестна жена.[6]
- Уголото Гонзага (* 1452), военен, бездетен, негов наследник във феода Лудзара
- Паола Гонзага, вероятна
- Джентилия (Джентилина) Гонзага (според някои източници е негова извънбрачна дъщеря)

Има и един извънбрачен син от Диониджа:
- Еванджелиста Гондзага (* 1440, Милано, † май 1492, Мантуа), военен

Има един извънбрачен син и вероятно една извънбрачна дъщеря от неизвестни жени:
- Джентилия (Джентилина) Гонзага (според някои източници тя е негова законна дъщеря от Рингарда Манфреди[5])
- Рафаело Гонзага